# マルネー (オート＝ソーヌ県)
マルネー （Marnay）は、フランス、ブルゴーニュ＝フランシュ＝コンテ地域圏、オート＝ソーヌ県のコミューン。

## 由来
マルネーの語源は、marneとnay（空洞を意味する）からなるmarnièreである。13世紀の書物には、MarnaiまたはMernayのつづりが用いられていた。

## 地理
ブザンソンから20kmほど離れており、ドゥー県とオート＝ソーヌ県の境界に近い。コミューン内を流れるオニョン川の谷の中にある。

## 歴史
11世紀、マルネーは神聖ローマ帝国の封臣であるブルゴーニュ伯の領地だった。カール大帝の死後843年のヴェルダン条約でフランク領ブルゴーニュと帝国領ブルゴーニュ（現在のフランシュ＝コンテ北部）に分離された。帝国領ブルゴーニュは、1032年、最後のブルグント王ルドルフ3世が自らの甥である神聖ローマ皇帝コンラート2世に領土を遺贈したためその名で呼ばれるようになった。

## 人口統計
| 1962年 | 1968年 | 1975年 | 1982年 | 1990年 | 1999年 | 2005年 |
| ------ | ------ | ------ | ------ | ------ | ------ | ------ |
| 869    | 1 026  | 1 073  | 1 175  | 1 201  | 1 287  | 1 415  |

Source : INSEE